# جيمي توماس (لاعب كرة قدم أمريكية)
جيمي توماس (بالإنجليزية: Jimmy Thomas)‏ هو لاعب كرة قدم أمريكية أمريكي، ولد في 17 أغسطس 1947 في غرينفيل في الولايات المتحدة، وتوفي في 5 يونيو 2017.

## وصلات خارجية
- جيمي توماس على موقع مرجع كرة القدم المحترفة.كوم (الإنجليزية)